# Mistrzostwa Świata w Piłce Nożnej 2014 (eliminacje strefy CONCACAF)/Runda finałowa
W czwartej rundzie eliminacji do piłkarskich Mistrzostw Świata 2014 w strefie CONCACAF wzięło udział 6 zespołów narodowych wyłonionych w poprzednich rundach. Pierwsze trzy drużyny uzyskały bezpośredni awans do brazylijskiego mundialu, czwarta zaś rozegrała baraż interkontynentalny o awans z najlepszym zespołem eliminacji strefy Oceanii (reprezentacją Nowej Zelandii).
Wszystkie 6 zespołów zostało przydzielonych do jednej grupy, gdzie rozegrały pomiędzy sobą spotkania w systemie każdy z każdym, mecz i rewanż. Spotkania odbywały się pomiędzy 6 lutego a 15 października 2013 roku. Czasy meczów podane w czasie środkowoeuropejskim.
| Lp. | Drużyna           | M  | Mecze | Mecze | Mecze | Bramki | Bramki | Bramki | Pkt |
| Lp. | Drużyna           | M  | W     | R     | P     | +      | −      | +/−    | Pkt |
| --- | ----------------- | -- | ----- | ----- | ----- | ------ | ------ | ------ | --- |
| 1.  | Stany Zjednoczone | 10 | 7     | 1     | 2     | 15     | 8      | +7     | 22  |
| 2.  | Kostaryka         | 10 | 5     | 3     | 2     | 13     | 7      | +6     | 18  |
| 3.  | Honduras          | 10 | 4     | 3     | 3     | 13     | 12     | +1     | 15  |
| 4.  | Meksyk            | 10 | 2     | 5     | 3     | 7      | 9      | −2     | 11  |
| 5.  | Panama            | 10 | 1     | 5     | 4     | 10     | 14     | −4     | 8   |
| 6.  | Jamajka           | 10 | 0     | 5     | 5     | 5      | 13     | −8     | 5   |

## Mecze
| 6 lutego 2013 22:00 | Honduras · García 39' · Bengtson 79' | 2:1(1:1) | Stany Zjednoczone · 36' Dempsey | Estadio Olímpico Metropolitano, San Pedro Sula Widzów: 32 000 Sędzia: Walter Quesada |
|                     |                                      |          |                                 |                                                                                      |

| 7 lutego 2013 03:00 | Panama · Henríquez 16' · Torres 27' | 2:2(2:1) | Kostaryka · 4' Saborío · 84' Ruiz | Estadio Rommel Fernández, Panama Widzów: 25 000 Sędzia: Francisco Chacon |
|                     |                                     |          |                                   |                                                                          |

| 7 lutego 2013 03:30 | Meksyk | 0:0(0:0) | Jamajka | Estadio Azteca, Meksyk Widzów: 43 000 Sędzia: Marc Geiger |
|                     |        |          |         |                                                           |

| 22 marca 2013 22:30 | Honduras · Costly 77' · Bengtson 80' | 2:2(0:1) | Meksyk · 28' 54' Hernández | Estadio Olímpico Metropolitano, San Pedro Sula Widzów: 38 500 Sędzia: Courtney Cambbell |
|                     |                                      |          |                            |                                                                                         |

| 23 marca 2013 02:30 | Jamajka · Elliott 22' | 1:1(1:0) | Panama · 65' Henríquez | Independence Park, Kingston Widzów: 25 000 Sędzia: Hector Rodriguez |
|                     |                       |          |                        |                                                                     |

| 23 marca 2013 03:11 | Stany Zjednoczone · Dempsey 16' | 1:0(1:0) | Kostaryka | Dick's Sporting Goods Park, Commerce City Widzów: 19 734 Sędzia: Joel Aguilar |
|                     |                                 |          |           |                                                                               |

| 26 marca 2013 03:00 | Kostaryka · Umaña 22' · Calvo 82' | 2:0(1:0) | Jamajka | Estadio National de Costa Rica, San José Widzów: 32 427 Sędzia: Enrico Wijngaarde |
|                     |                                   |          |         |                                                                                   |

| 26 marca 2013 03:00 | Panama · Tejada 2' · Pérez 75' | 2:0(1:0) | Honduras | Estadio Rommel Fernández, Panama Widzów: 18 253 Sędzia: Jair Marrufo |
|                     |                                |          |          |                                                                      |

| 26 marca 2013 03:30 | Meksyk | 0:0(0:0) | Stany Zjednoczone | Estadio Azteca, Meksyk Widzów: 85 500 Sędzia: Walter López |
|                     |        |          |                   |                                                            |

| 5 czerwca 2013 03:35 | Jamajka | 0-1(0-0) | Meksyk · 48' de Nigris | Independence Park, Kingston Widzów: 16 483 Sędzia: Joel Aguilar |
|                      |         |          |                        |                                                                 |

| 8 czerwca 2013 03:30 | Jamajka · Beckford 89' | 1:2(0:1) | Stany Zjednoczone · 30' Altidore · 90+2' Evans | Independence Park, Kingston Widzów: 12 130 Sędzia: Roberto Moreno |
|                      |                        |          |                                                |                                                                   |

| 8 czerwca 2013 04:00 | Kostaryka · Miller 25' | 1:0(1:0) | Honduras | Estadio National de Costa Rica, San José Widzów: 35 000 Sędzia: Walter López |
|                      |                        |          |          |                                                                              |

| 8 czerwca 2013 04:05 | Panama | 0:0(0:0) | Meksyk | Estadio Rommel Fernández, Panama Widzów: 27 100 Sędzia: Wálter Quesada |
|                      |        |          |        |                                                                        |

| 11 czerwca 2013 02:00 | Meksyk | 0:0(0:0) | Kostaryka | Estadio Azteca, Meksyk Widzów: 65 753 Sędzia: Mark Geiger |
|                       |        |          |           |                                                           |

| 11 czerwca 2013 03:00 | Honduras · García 10' · Espinoza 88' | 2:0(1:0) | Jamajka | Estadio Tiburcio Carías Andino, Tegucigalpa Widzów: 29 000 Sędzia: Roberto García |
|                       |                                      |          |         |                                                                                   |

| 11 czerwca 2013 04:00 | Stany Zjednoczone · Altidore 36' · Johnson 53' | 2:0(1:0) | Panama | CenturyLink Field, Seattle Widzów: 40 847 Sędzia: Marco Rodríguez |
|                       |                                                |          |        |                                                                   |

| 18 czerwca 2013 03:00 | Stany Zjednoczone · Altidore 73' | 1:0(0:0) | Honduras | Rio Tinto Stadium, Sandy Widzów: 20 250 Sędzia: Courtney Campbell |
|                       |                                  |          |          |                                                                   |

| 18 czerwca 2013 04:00 | Kostaryka · Ruiz 47' · Borges 51' | 2:0(0:0) | Panama | Estadio National de Costa Rica, San José Widzów: 35 000 Sędzia: Enrico Wijngaarde |
|                       |                                   |          |        |                                                                                   |

| 7 września 2013 03:30 | Meksyk · Peralta 8' | 1:2(1:0) | Honduras · 64' Bengtson · 66' Costly | Estadio Azteca, Meksyk Widzów: 73 981 Sędzia: Roberto Moreno |
|                       |                     |          |                                      |                                                              |

| 7 września 2013 04:00 | Panama | 0:0(0:0) | Jamajka | Estadio Rommel Fernández, Panama Widzów: 20 000 Sędzia: Walter Lopez |
|                       |        |          |         |                                                                      |

| 7 września 2013 04:00 | Kostaryka · Acosta 3' · Borges 10' · Campbell 76' | 3:1(2:1) | Stany Zjednoczone · 43' (k) Dempsey | Estadio Ricardo Saprissa Aymá, San Jose Widzów: 35 000 Sędzia: Marco Rodríguez |
|                       |                                                   |          |                                     |                                                                                |

| 11 września 2013 02:00 | Jamajka · Anderson 90+2' | 1:1(0:0) | Kostaryka · 75' Brenes | Independence Park, Kingston Widzów: 6100 Sędzia: Jair Marrufo |
|                        |                          |          |                        |                                                               |

| 11 września 2013 02:06 | Stany Zjednoczone · Johnson 50' · Donovan 78' | 2:0(0:0) | Meksyk | Columbus Crew Stadium, Columbus Widzów: 24 584 Sędzia: Courtney Campbell |
|                        |                                               |          |        |                                                                          |

| 11 września 2013 03:00 | Honduras · Costly 27' · Palacios 61' | 2:2(1:0) | Panama · 50' 90' Torres | Estadio Tiburcio Carias Andino, Tegucigalpa Widzów: 26 582 Sędzia: Mark Geiger |
|                        |                                      |          |                         |                                                                                |

| 11 października 2013 23:00 | Honduras · Bengtson 64' | 1:0(0:0) | Kostaryka | Estadio Olímpico Metropolitano, San Pedro Sula Sędzia: Jair Marrufo |
|                            |                         |          |           |                                                                     |

| 12 października 2013 03:30 | Meksyk · Peralta 40' · Jiménez 85' | 2:1(1:0) | Panama · 81' Tejada | Estadio Azteca, Meksyk Sędzia: Joel Aguilar |
|                            |                                    |          |                     |                                             |

| 12 października 2013 00:30 | Stany Zjednoczone · Zusi 77' · Altidore 80' | 2:0(0:0) | Jamajka | Sporting Park, Kansas City Sędzia: Elmer Bonilla |
|                            |                                             |          |         |                                                  |

| 16 października 2013 03:00 | Kostaryka · Ruiz 26' · Saborío 64' | 2:1(1:1) | Meksyk · 29' Peralta | Estadio National de Costa Rica, San Jose Sędzia: Walter Alberto López |
|                            |                                    |          |                      |                                                                       |

| 16 października 2013 03:00 | Jamajka · Watson 3' · Austin 58' (k) | 2:2(1:2) | Honduras · 1' Costly · 33' Maynor Figueroa | Independence Park, Kingston Sędzia: Mark Geiger |
|                            |                                      |          |                                            |                                                 |

| 16 października 2013 03:00 | Panama · Torres 18' · Tejada 83' | 2:3(1:0) | Stany Zjednoczone · 64' Orozco · 90+2' Zusi · 90+3' Jóhannsson | Estadio Rommel Fernández, Panama Sędzia: Courtney Campbell |
|                            |                                  |          |                                                                |                                                            |